# Smithfield, Rhode Island
Smithfield är en kommun (town) i Providence County i delstaten Rhode Island, USA med 21 430 invånare (2010).